# Yasuhiro Yoshida
Yasuhiro Yoshida (吉田 康弘 Yoshida Yasuhiro?, nacido el 14 de julio de 1969 en Hiroshima) es un exfutbolista japonés. Jugaba de centrocampista y su último club fue el Fujieda MYFC de Japón.

## Trayectoria

### Clubes
| Club                | País  | Año         |
| ------------------- | ----- | ----------- |
| Kashima Antlers     | Japón | 1992 - 1994 |
| Shimizu S-Pulse     | Japón | 1995        |
| Sanfrecce Hiroshima | Japón | 1996 - 1999 |
| Shimizu S-Pulse     | Japón | 2000 - 2005 |
| FC Gifu             | Japón | 2006 - 2008 |
| FC Oribe Tajimi     | Japón | 2009        |
| Fujieda MYFC        | Japón | 2009 - 2010 |

## Palmarés

### Títulos nacionales
| Título             | Club            | País  | Año  |
| ------------------ | --------------- | ----- | ---- |
| Copa del Emperador | Shimizu S-Pulse | Japón | 2001 |